# Santiago Viera
Santiago Nicolás Viera Moreira (Montevideo, Uruguay; 4 de junio de 1998) es un futbolista uruguayo. Juega de centrocampista y su equipo actual es el Atlético Morelia de la Liga de Expansión MX.

## Selección nacional
Viera debutó con la selección de Uruguay sub-20 el 22 de marzo de 2016 contra Paraguay en un encuentro amistoso. Jugó 13 encuentros en esa categoría. Además formó parte del plantel que ganó el Sudamericano Sub-20 de 2017 en Ecuador, y clasificó con su selección a la Copa Mundial Sub-20 de 2017. El centrocampista jugó tres encuentros en la cita mundialista, torneo en el que Uruguay logró el cuarto lugar.

## Estadísticas
Actualizado al último partido disputado el 5 de diciembre de 2019.
| Liverpool · Uruguay                       |               |               |    |   |   |   |   |    |    |   |
| 1.ª                                       | 2015-16       | 2             | 0  | - | - | - | - | 2  | 0  |   |
| 1.ª                                       | 2016          | 1             | 0  | - | - | - | - | 1  | 0  |   |
| 1.ª                                       | 2017          | 22            | 0  | - | - | 1 | 0 | 23 | 0  |   |
| 1.ª                                       | 2018          | 9             | 0  | - | - | - | - | 9  | 0  |   |
| Total club                                | Total club    | 34            | 0  | 0 | 0 | 1 | 0 | 35 | 0  |   |
| Cerro · Uruguay                           |               |               |    |   |   |   |   |    |    |   |
| 1.ª                                       | 2019          | 29            | 2  | - | - | 3 | 0 | 32 | 2  |   |
| Total club                                | Total club    | 29            | 2  | 0 | 0 | 3 | 0 | 32 | 2  |   |
| San Antonio Estados Unidos                |               |               |    |   |   |   |   |    |    |   |
| 2.ª                                       | 2020          | 0             | 0  | - | - | - | - | 0  | 0  |   |
| Total club                                | Total club    | 0             | 0  | 0 | 0 | 0 | 0 | 0  | 0  |   |
| Total carrera                             | Total carrera | Total carrera | 63 | 2 | 0 | 0 | 4 | 0  | 67 | 2 |
| (1) Incluye datos de la Copa Sudamericana |               |               |    |   |   |   |   |    |    |   |